# حكمت المصري
حكمت المصري (1907-1994) رجل أعمالٍ وسياسي فلسطيني، وُلد في مدينة نابلس لأسرة ثرية ونشطة في الإقتصاد والسياسة. درس في نابلس ثم انتقل إلى بيروت حيث حصل على شهادة البكالوريوس في العلوم الإقتصادية والتجارية من الجامعة الأمريكية و أسس شركة الزيوت النباتية في نابلس وتولى إدارتها لسنوات عديدة.توفي في مدينة نابلس عام 1994ودفن فيها.

## مناصبه
شغل المصري عدة مناصب ومن أبرزها: عضوية مجلس النواب في عام 1950، وفي العام 1956 أصبح رئيساً لمجلس النواب الأردني، و أصبح حكمت المصري عضواً في مجلس الأعيان الأردني حتى عام 1970، و ثم عاد لعضوية مجلس الأعيان مجدداً في 12 كانون الثاني من عام 1984، وآخر منصب شغله هو رئاسة مجلس أمناء جامعة النجاح الوطنية منذ العام 1977 وحتى وفاته في العام 1994.

## إسهاماته في الحركة الوطنية
انخرط حكمت طاهر درويش المصري في الحركة الوطنية حيث شغل منصب سكرتير جماعة الإخوان المسلمين في مدينة نابلس في عام 1929 في كثير من اللجان والنوادي ، ومنها نادي التسليح الذي عقد في نابلس عام 1931، وساهم في تأسيس أول لجنة قومية في فلسطين التي قادت الإضراب الكبير في ثورة 1936، واعتقلته قوات الحكومة الإستعمارية أربعة أشهر في سجن صرفند، إثر نشاطه الوطني خلال المرحلة الأولى لثورة 1936.
ساهم المصري في تأسيس اللجنة القومية التي شكلت في نابلس وكل مدن فلسطين في أعقاب الصدامات التي جرت بعد صدور قرار تقسيم فلسطين الذي أصدرته الأمم المتحدة في 29 تشرين الثاني لعام 1947، ومن بعدها انتخب نائباً عن نابلس في البرلمان عام 1950 ، من ثم أعيد انتخابه نائباً في البرلمان مرة اخرى عام 1956 .
إضافة إلى ذلك، أنه كان له دور في تأسيس الحزب الوطني الاشتراكي، وأصبح عضواً في مجلس الأعيان الأردني عام 1963 وأصبح نائباً لرئيس المجلس عام 1984. وكان له دور فاعل في تأسيس منظمة التحرير الفلسطينية وكان عضواً في أول مجلس وطني فلسطيني عقد في القدس عام 1964 ونائبا ًلرئيس المجلس .

## الجوائز والأوسمة
نال حكمت وسام الكوكب الاردني عام 1955، ويمنح بنفس آليه وسام النهضة لمن قام بأعمال مميزة وقدم خدمات وطنية أو قومية أو دولية من مدنيين أو عسكريين عرب وأجانب 